# Гордеев, Александр Александрович
Александр Александрович Гордеев (род. 11 марта 1969, Москва) — российский журналист и редактор. Один из основателей газеты «Ведомости», журнала «Русский Newsweek», интернет-издания Slon.ru. Один из свидетелей по делу об убийстве американского журналиста Пола Хлебникова.

## Биография
Александр Александрович Гордеев родился 11 марта 1969 года в Москве.
Окончил педагогический факультет Московского государственного педагогического института иностранных языков (МГПИИЯ) имени Мориса Тореза.
Работал в Русской службе Би-би-си, был обозревателем в газетах «Капитал» и The Moscow Times.
Один из основателей газеты «Ведомости». В 1999–2004 работал заместителем главного редактора.
Один из основателей журнала «Русский Newsweek». C июня 2004 работал шеф-редактором журнала «Русский Newsweek», заместителем главного редактора.
В июле 2004 года стал свидетелем убийства главного редактора русской версии журнала Forbes Пола Хлебникова. Редакция этого журнала располагалась в том же здании, что и редакция журнала «Русский Newsweek», а Хлебников был смертельно ранен неподалёку от здания. Александр Гордеев стал последним журналистом, который разговаривал с раненым — по дороге в больницу Хлебников скончался.
Участвовать в судебном разбирательстве убийства Пола Хлебникова отказался.
В июне 2007 покинул «Русский Newsweek».
В июне — октябре 2007 работал шеф-редактором журнала «BusinessWeek Россия». Был уволен вместе с главным редактором издания Ольгой Романовой.
В мае — октябре 2009 работал старшим редактором интернет-портала Slon.ru.